# Мир (Актюбинская область)
Мир (каз. Мир) — упразднённое село в Айтекебийском районе Актюбинской области Казахстана. Входило в состав Айкенского сельского округа. Код КАТО — 153441400. Упразднено в 2010-е годы.

## Население
В 1999 году население села составляло 62 человека (34 мужчины и 28 женщин). По данным 2009 года, в селе не было постоянного населения.